# Mroczne zakamarki
Mroczne zakamarki (tytuł oryginalny The Giving Tree) – amerykański thriller z roku 2000 z udziałem Christiny Applegate.

## Opis
Przyjaciele Emily na jej zaproszenie przyjeżdżają na weekend do domku w górach. Nie zastają gospodyni, więc postanawiają na nią zaczekać. Emily wraca nocą. Nie budzi znajomych, lecz przez chwilę im się przygląda. Następnie popełnia samobójstwo. Zerwani ze snu goście usiłują ustalić przyczyny jej desperackiej decyzji.

## Obsada
- Christina Applegate jako Emily
- Justin Lazard jako T.J.
- Johnathon Schaech jako James
- Molly Ringwald jako Penelope
- Joel West jako Kyle